# Турапов, Иноят
Иноят Турапов — советский хозяйственный, государственный и политический деятель, Герой Социалистического Труда.

## Биография
Родился в 1932 году в Самаркандской области. Член КПСС с 1956 года.
С 1954 года — на хозяйственной, общественной и политической работе. В 1954—1985 гг. — агроном второй МТС Галаасийского района Бухарской области, председатель правления колхоза имени Карла Маркса, председатель правления колхоза «Иттифак» Нарпайского района, первый секретарь Каттакурганского райкома Компартии Узбекистана.
Указом Президиума Верховного Совета СССР от 26 февраля 1981 года присвоено звание Героя Социалистического Труда с вручением ордена Ленина и золотой медали «Серп и Молот».
Избирался депутатом Верховного Совета Узбекской ССР 9-го и 10-го созывов.
Умер после 1985 года.